# Тургантамы
Тургантамы (каз. Тұрғантамы) — упразднённое село в Кармакшинском районе Кызылординской области Казахстана. Упразднено в 2018 г. Входило в состав Куандарьинского сельского округа. Код КАТО — 434659200. 

## Население
В 1999 году население села составляло 47 человек (23 мужчины и 24 женщины). По данным переписи 2009 года, в селе проживало 5 человек (3 мужчины и 2 женщины).